# Refrontolo
Refrontolo är en ort och kommun i provinsen Treviso i regionen Veneto i Italien. Kommunen hade 1 702 invånare (2018).